# Os Amadores
Os Amadores  foi um especial de fim de ano exibido pela TV Globo em 27 de dezembro de 2005 e reexibido com uma nova história em 22 de dezembro de 2006, sendo novamente exibido em 21 de dezembro de 2007. Em 2008, foi anunciado que o especial não continuaria pois segurava grandes nomes que já estariam sendo utilizados em outros projetos da emissora. Em 2021, Mauro Wilson, autor do especial, usou a história de inspiração para a telenovela Quanto Mais Vida, Melhor!

## Sinopse
É nas horas difíceis que a gente conhece os verdadeiros amigos. É o caso do romântico Marquinhos, o inseguro e conservador Tadeu, o culto e homossexual escritor Jaime e o cirurgião plástico mulherengo Guilherme. Eles se conheceram no CTI de um hospital quase nas últimas. Eles se recuperaram e daí nasceu uma grande amizade, apesar de levar vidas completamente diferentes, esses quatro amigos, todos na casa dos quarenta, estão sempre prontos para o que der e vier. Além de um elenco fantástico Os Amadores traz histórias engraçadas, surpreendentes e dramáticas. Mas as dramáticas eles tiram de letra, afinal, amigo é para essas coisas.

## Elenco
- Murilo Benício - Guilherme Ferreira
- Matheus Nachtergaele - Jaime
- Otávio Müller - Tadeu
- Cássio Gabus Mendes - Marquinhos
- Duda Nagle - Antônio Tigrão
- Marcela Barrozo - Maria

### Participações em 2005
- Patricia Pillar - Lena
- Emiliano Queiroz - Chico
- Ana Paula Tabalipa - Patrícia
- Marly Bueno - Necilda
- Carla Faour - Amiga de Lena
- Hugo Resende - Garçom
- Jorge Fernando
- Mário Schoemberger
- Sylvia Massari
- Jorge Lucas
- Andy Gercker
- Anja Bittencourt
- Liuba Frankenthal
- Luciana Fregolente
- Mila Ribeiro
- Murilo Elbas
- P P Pugliese
- Paulo Giardini
- Rose Abdallah

### Participações em 2006
- Fernanda Torres - Alice
- Flávia Alessandra - Camila
- Suzana Pires - Martha
- Simone Soares - Nívea
- Clara Garcia - Vivian
- Zunk Ramos - Garçom
- Thomas Veloso - Menino de rua
- Ricardo Kosovski - Nacional Kid
- Adilson Nascimento - Porteiro
- Ângela Câmara - Amiga de Maria
- Guilherme Guaral - Funcionário Público
- Ana Paula Botelho - Dona da Lanchonete
- Barbara França - Cliente da Lanchonete
- Vanessa Nunes - Proprietária do Restaurante
- Eder Faversani - Secretário do Departamento

### Participações em 2007
- Emiliano Queiroz - Chico
- Guilhermina Guinle - Bia
- Paola Oliveira - Renata
- Carol Castro - Marta
- Bianca Byington - Cecília
- Derico - Fred
- Babú Santana - Assaltante
- Cristina Nicolotti - Mulher do Elevador
- Antônio Destro - Homem do Elevador
- Mario Hermeto - Médico de Marquinhos
- Priscilla Assum - Professora do Ônibus
- Thiago Magalhães - Garçom
- Sylvio Tolledo - Apresentador do Vip Day
- Mariana Xavier - Pretendente de Tadeu
- Renata Paschoal - Pretendente de Marquinhos
- Carla Nebel - Pretendente de Guilherme
- Beta Perez - Pretendente de Fred
- Mônica Bassan - Mulher que pede Cigarro do Jaime
- Adriana Martinuzzo - Participante do Vip Day
- Juliana Bisaggio - Participante do Vip Day
- Gisah Ribeiro - Participante do Vip Day

## Episódios
| # | Nome do Episódio | Exibição original      |
| --- | ---------------- | ---------------------- |
| 1 | "Os Amadores 1"  | 27 de Dezembro de 2005 |
| Quatro homens próximos da morte se encontram na CTI de um hospital, todos passando por experiências difícis e com vontade de recomeçar suas vidas do zero. Após passar por essas experiências, eles prometem se ajudar a recomeçar e ajudar um ao outro. Audiência: 21 pontos / 42% |                  |                        |
| 2 | "Os Amadores 2"  | 22 de Dezembro de 2006 |
| Marquinhos sonha que os quatro morrerão em seis meses, e eles passam a prestar mais atenção nos sinais que aparecem que sinalizam suas mortes. |                  |                        |
| 3 | "Os Amadores 3"  | 21 de Dezembro de 2007 |
| Jaime descobre que o motivo dos quatro serem salvos da morte é uma missão: salvar o "garoto amanhã". Apesar de não saber quem é o garoto nem o que acontecerá, os quatro passam a interpretar fatos corriqueiros como sinais do destino da realização da missão                     |                  |                        |

## DVD
Em 2007, foi lançado um DVD de Os Amadores. Os dois primeiros episódios foram unidos em um longa-metragem de 109 minutos. [ligação inativa]
- Trilha Incidental e Produção Musical: Marcio Lomiranda